# Lanyon Peak
Der Lanyon Peak ist ein 1750 m hoher und felsiger Berg mit spitzem Gipfel im ostantarktischen Viktorialand. Er ragt in der Saint Johns Range in einer Entfernung von 4 km östlich des Oberen Victoria-Gletschers auf.
Das Advisory Committee on Antarctic Names benannte ihn 1976 nach der Neuseeländerin Margaret C. Lanyon, Sekretärin des United States Antarctic Program in Christchurch während der 1960er und 1970er Jahre.